# سید جواد شهرستانی (روحانی)
سید جواد شهرستانی (زاده ۱۳۳۳ شمسی در کربلا)، داماد و نماینده تام‌الاختیار سید علی سیستانی است. وی مدیریت مجموعه موسسات آل البیت را نیز بر عهده دارد. هفته‌نامه نیوزویک در سال ۲۰۰۹ از وی به عنوان یکی از ۲۰ چهره پر نفوذ در ایران نام برد.
وی هم اکنون در ایران و در شهر قم سکونت دارد 

## زندگی
سیدجواد شهرستانی در خانواده‌ای روحانی به دنیا آمد و پس از طی مراحل ابتدایی و متوسطه، برای فراگیری دروس حوزوی در سال ۱۳۵۱ به نجف رفت و در جریان تظاهراتی که در اربعین سال ۱۳۵۵ علیه حکومت عراق برپا گشت مورد تعقیب مقامات قرار گرفت و بعد از مدتی به ایران آمد و از آن زمان در ایران سکونت دارد. با سکونت در مشهد او تحصیلات خود را با میرزا علی آقا فلسفی ادامه داد و در آنجا فصلنامه‌ای به نام مجله ارشاد منتشر کرد که انتشار آن تا دو سال پس از انقلاب اسلامی ادامه داشت. در سال ۱۳۵۹ از آنجا جهت تکمیل تحصیلات حوزوی به قم سفر کرد و در درس‌های خارج فقه و اصول فقه و نیز فلسفه شرکت کرد.

## فعالیت‌ها

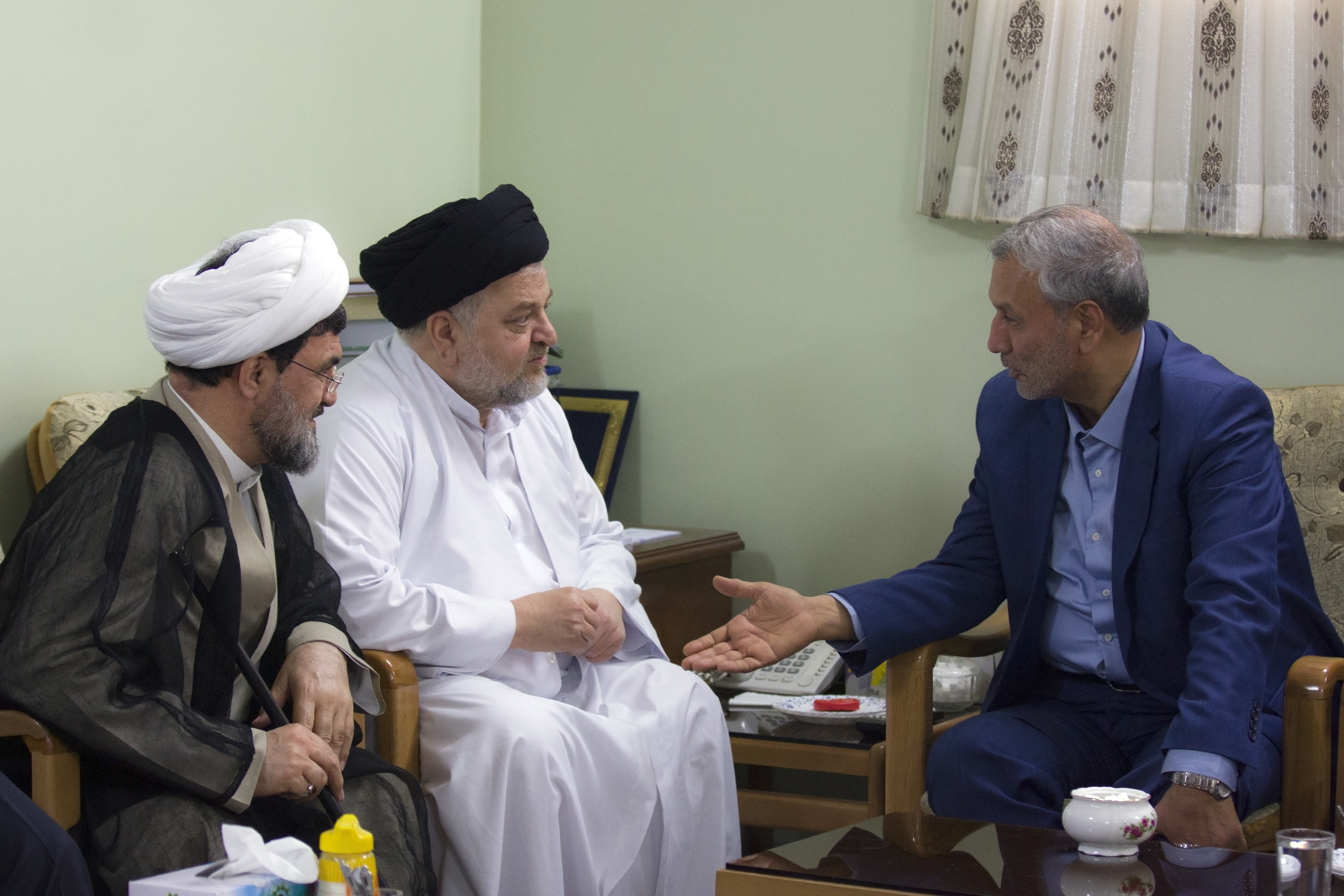
علی ربیعی در دیدار با جواد شهرستانی در موئسسه آل البیت قم

وی در کنار تحصیل، «مؤسسه آل البیت لاحیاء التراث» را تاسیس کرد که هدف اصلی آن تصحیح متون کهن شیعی و باز نشر محققانه آن‌ها بود، در این کار از مراکز پیشرو و موفق در سطح بین‌المللی بود. وی همچنین با همکاری محقق طباطبایی مجله پژوهشی تراثنا را منتشر کرد که پس از بیست سال تا امروز همچنان به انتشار پژوهش‌های نسخه‌شناسی و کتابشناسی اسلامی می‌پردازد.
. تصحیح کتاب «مسائل الخلاف» سید جواد شهرستانی، در دوره دوم کتاب سال جمهوری اسلامی ایران از طرف وزارت فرهنگ و ارشاد اسلامی به عنوان کتاب سال برگزیده شد. 
همچنین تصحیح کتاب (تفصیل وسائل الشیعة الی تحصیل مسائل الشریعة) در دوره هفتم کتاب سال جمهوری اسلامی ایران از طرف وزارت ارشاد به عنوان یکی از کتاب های برگزیده انتخاب شد. 

## خدمات علمی،فرهنگی و درمانی
سید جواد شهرستانی، در کنار فعالیت‌های خود به عنوان نماینده آیت الله سیستانی ، پروژه‌های علمی، فرهنگی و درمانی بسیاری را تاسیس و مدیریت می کند که از جمله آن‌ها می‌توان به مراکز و موسسات ذیل اشاره کرد:

#### کتابخانه های تخصصی
- کتابخانه تخصصی فقه و اصول-قم
- کتابخانه تخصصی قرآن-قم
- کتابخانه تخصصی علوم و حدیث-قم
- کتابخانه تخصصی فلسفه و کلام-قم
- کتابخانه تخصصی تاریخ اسلام و ایران-قم
- کتابخانه تخصصی ادبیات-قم
- مرکز احیاء میراث اسلامی-قم
- کتابخانه آیت الله العظمی محقق طباطبایی-قم
- مجموعه فرهنگی بیت تاریخی حاج شیخ عبدالکریم حائری-قم
- کتابخانه تخصصی منابع زبان های لاتین-قم
- کتابخانه عمومی الزهراء-قم

#### مراکز و موسسات علمی، پژوهشی
- مرکز جهانی اطلاع رسانی آل البیت(علیهم السلام)-قم
- مرکز جهانی اطلاع رسانی آل البیت(علیهم السلام)-مشهد
- مرکز جهانی اطلاع رسانی آل البیت(علیهم السلام)-کربلا
- مرکز جهانی اطلاع رسانی آل البیت(علیهم السلام)-نجف
- مرکز پژوهش‌های اعتقادی-قم
- مرکز پژوهش‌های فلکی و نجومی-قم
- مؤسسه نشر و ترجمه امام علی(ع)-قم
- مرکز تحقیقات اسلامی رسالت-قم
- مرکز فرهنگی دار الزهراء-قم
- مرکز تحقیقات اسلامی المصطفی-قم
- مرکز علمی پژوهشی و آموزشی دارالادیان-قم
- موسسه آموزش و حفظ قرآن کریم

#### مرکز رسانه ای
- شبکه ماهواره‌ای هدهد-کودک و نوجوان

#### مراکز درمانی
- بیمارستان تخصصی چشم پزشکی جواد الائمه(ع)-قم
- بیمارستان تخصصی و فوق تخصصی نور-قم
- درمانگاه تخصصی امام صادق(ع)-قم
- بیمارستان تخصصی امیر المومنین(ع)-نجف

#### مراکز و موسسات بین الملل
- موسسه آل البیت جاکارتا(اندونزی)
- موسسه آل البیت مادرید(اسپانیا)
- موسسه آل البیت تفلیس(گرجستان)
- موسسه آل البیت برلین(آلمان)
- موسسه آل البیت مُسکو(روسیه)
- موسسه آل البیت استانبول(ترکیه)
- موسسه آل البیت(نجف)

1. ↑  «دربارهٔ پایگاه الشیعه». دریافت‌شده در ۲۰۱۹-۰۱-۰۱.
2. ↑  «20 چهره پرنفوذ ایران به انتخاب مجله نیوزویک». www.asriran.com. دریافت‌شده در ۲۰۱۹-۰۱-۰۱.